# Mycomya tigrina
Mycomya tigrina är en tvåvingeart som beskrevs av Vaisanen 1996. Mycomya tigrina ingår i släktet Mycomya och familjen svampmyggor.
Artens utbredningsområde är Myanmar. Inga underarter finns listade i Catalogue of Life.